# 時間跳躍
《時間跳躍》是Frontwing在2007年12月27日發售的3D戀愛冒險類型日本成人遊戲，2009年8月28日發售Fan disc《時間跳躍天堂》（タイムリープぱらだいす）。PROTOTYPE於2009年6月25日發售Xbox 360版，2012年1月12日發售PlayStation 3。2016年12月16日由Frontwing USA發佈測試軟體《時間跳躍天堂SUPER LIVE!》（Time Leap Paradise SUPER LIVE!）。

## 角色

### 主要角色
黑田誠司（聲優：木島宇太／水島大宙）
本作的男主角。濱瀨學園的二年級學生。
長瀨歩（聲優：鳥羽すの／伊藤静）
身高：165cm，三圍：B85（D）/W58/H84，生日：3月31日，血型：B型
濱瀨學園的三年級學生，濱瀨神社的孫女。
歩（聲優：榊原由依）
身高：155cm，三圍：B79（B）/W54/H78，生日：3月31日，血型：B型
來自過去的長瀨歩。
葉山悠（聲優：鈴原たると／豬口有佳）
身高：154cm，三圍：B78（A）/W54/H79，生日：7月29日，血型：A型
濱瀨學園的二年級學生。
川澄遙（聲優：本山美奈／黒河奈美）
身高：158cm，三圍：B83（C）/W60/H85，生日：9月27日，血型：A型
濱瀨學園的歷史老師。
東雲桃（聲優：安玖深音／後藤麻衣）
身高：150cm，三圍：B88（E）/ W57/H86，生日：6月1日，血型：AB型
濱瀨學園的一年級學生。

## 評價
《時間跳躍天堂》獲得萌系遊戲大賞2009的3D獎金獎。

## 外部連結
- 官方網站 （页面存档备份，存于）（日語）
- 時間跳躍天堂官方網站 （页面存档备份，存于）（日語）
- Xbox 360版官方網站 （页面存档备份，存于）（日語）
- PlayStation 3版官方網站 （页面存档备份，存于）（日語）
- 《時間跳躍》在視覺小說數據庫的頁面 （英文）